# Anna Oldenburska (1501–1575)
Anna Oldenburska (ur. 14 listopada 1501 w Oldenburgu, zm. 10 listopada 1575 w Greetsyhl) – regentka Fryzji Wschodniej w latach 1540–1561.

## Życiorys
Była córką hrabiego Oldenburga Jana XIV i Anny, córki księcia Anhalt-Dessau Jerzego I. 6 marca 1530 poślubiła hrabiego Fryzji Wschodniej Ennona II. Po śmierci męża w 1540 została regentką w imieniu swojego małoletniego syna Edzarda II. Przez pierwsze dwa lata rządów toczyła spór o regencję ze swoim szwagrem Janem I, z którego wyszła zwycięsko. Odrzuciła wprowadzoną przez Edzarda I zasadę primogenitury i starała się zapewnić udziały w dziedzictwie także młodszym synom, Krzysztofowi i Janowi. Krzysztof zmarł w 1566, ale konflikt Edzarda II z Janem doprowadził do faktycznego podziału kraju, który utrzymał się także po jej śmierci.
Panując w trudnym okresie reformacji starała się dążyć do równouprawnienia wyznań i ich pokojowego współistnienia. Zachowała neutralność podczas I wojny szmalkaldzkiej. W 1548 została zmuszona przez cesarza do przyjęcia interim augsburskiego i wydalenia z kraju jego przeciwników, w tym swego doradcy Jana Łaskiego.
Dążyła do unowocześnienia i rozwoju kraju. W 1543 zreformowała system prawny i stworzyła policję. W 1557 zawarła umowę handlową z królem Szwecji Gustawem I, gwarantującą wolny handel pomiędzy oboma krajami.
Zmarła 10 listopada 1575 w Greetsyhl. Została pochowana w krypcie rodowej w Wielkim Kościele w Emden. Mowę podczas pogrzebu wygłosił Menso Alting.

## Rodzina
6 marca 1530 poślubiła hrabiego Fryzji Wschodniej Ennona II. Z tego małżeństwa pochodziły następujące dzieci:
- Elżbieta (1531–1555), żona hrabiego Holsztynu-Pinnebergu Jana V,
- Edzard II (1532–1599), hrabia Fryzji Wschodniej
- Anna (1534–1552)
- Jadwiga (1535–1616), żona księcia Lüneburga-Harburga Otto II,
- Krzysztof (1536–1566), hrabia Fryzji Wschodniej
- Jan II (1538–1591), hrabia Fryzji Wschodniej[3]